# Comandante Supremo das Forças Armadas Imperiais e Reais
O Comandante Supremo das Forças Armadas Imperiais e Reais (em alemão: Oberkommandierender der Streitkräfte von Österreich-Ungarn; em húngaro: A Császári és Király Fegyveres Erők Főparancsnoka) era a autoridade máxima das Forças Armadas Austro-Húngaras – que compreendiam o Exército, a Marinha e as Tropas de Aviação da Áustria-Hungria.

## Comandante em Chefe Supremo
O Comandante Supremo era geralmente o Imperador da Áustria como Comandante em Chefe Supremo (Allerhöchste Oberbefehl; Legmagasabb Főparancsnok). O Imperador dirigia as forças armadas (Bewaffnete Macht ou Wehrmacht) através da Chancelaria Militar de Sua Majestade Imperial e Real o Rei-Imperador (Militärkanzlei Seiner Majestät des Kaisers e Königs; Őfelsége a Császár-Király Katonai Kancelláriájá) que foi estabelecida em 11 de julho de 1867. Entre seus chefes, que geralmente ostentavam o título de Ajudante Geral (Generaladjutant), estavam:
- Friedrich von Beck-Rzikowsky (11 de julho de 1867–1881)
- Arthur Freiherr von Bolfras (1889–5 de janeiro de 1917)

Em sua velhice, Francisco José I raramente exerceu a função de comandante supremo pessoalmente. Em vez disso, em 1905, após a morte do marechal de campo Arquiduque Alberto — que assumiu o cargo em 1866 do general Benedek e o manteve até sua morte em 1895 — ele nomeou o Arquiduque Frederico da Áustria-Teschen como seu representante usando o estilo: À disposição do Comandante Supremo - Sua Alteza Imperial e Real General de Infantaria e Inspetor do Exército Arquiduque Frederico (Zur Disposition des Allerhöchsten Oberbefehls - se. k.u.k. Hoheit General der Infanterie und Armeeinspektor Erzherzog Friedrich).
Além de Frederico, cujos deveres eram principalmente cerimoniais, o arquiduque Francisco Ferdinando teve grande influência nas forças armadas nos últimos anos da monarquia e trabalhou arduamente para mantê-las unidas e expandi-las. Em 1898, após uma carreira como oficial, foi nomeado "à disposição do Comandante Supremo" (zur Disposition des Allerhöchsten Oberbefehles), a fim de supervisionar o exército como um todo, bem como a marinha. Para esse fim, a partir de 1899, ele manteve sua própria chancelaria militar (chefiada de dezembro de 1905 ao outono de 1911 por Alexander Brosch von Aarenau e do outono de 1911 a junho de 1914 por Carl von Bardolff), no Palácio Belvedere, que foi sucessivamente expandida por Brosch para um governo secundário (Nebenregierung). Em 1913, o herdeiro do Imperador foi nomeado Inspetor Geral das Forças Armadas (Generalinspektor der gesamten bewaffneten Macht); a seu pedido, Francisco José I nomeou o General Conrad como Chefe do Estado-Maior Geral (1906–1911 e 1912–1 de março de 1917). O CGS, desde a reforma de 1895 chamado de CGS das Forças Armadas (Chef des Generalstabs für die gesamte bewaffnete Macht), tinha direito a uma audiência pessoal com o monarca (sem a presença do Ministro da Guerra), pelo qual o CGS era superior ao Ministério da Defesa, bem como à Chancelaria Imperial, e o Inspetor Geral das Tropas era subordinado a ele; apenas o herdeiro aparente o superava em patente.
No início da Primeira Guerra Mundial, o Imperador nomeou Frederico comandante em chefe, seguindo a prática usual em tempos de crise de nomear um oficial em serviço para exercer o alto comando do exército. Frederico assumiu essa função até 2 de dezembro de 1916, quando o novo imperador, Carlos I assumi o comando supremo.
O próprio Carlos renunciou ao comando supremo no final da guerra, para não ter que assinar pessoalmente o tratado de paz e os termos de rendição.

## Lista de titulares

### Comandantes Supremos
| N.° | Retrato | Comandante Supremo                                                                                 | Mandato               | Mandato               | Mandato         | Ref.  |
| N.° | Retrato | Comandante Supremo                                                                                 | Posse                 | Fim do Mandato        | Tempo no Cargo  | Ref.  |
| --- | ------- | -------------------------------------------------------------------------------------------------- | --------------------- | --------------------- | --------------- | ----- |
| 1   |         | Sua Majestade Apostólica K.u.k. Francisco José I da Áustria (1830–1916)                            | 1848                  | 1914                  | 65–66 anos      | [ 7 ] |
| 2   |         | Sua Alteza K.u.k, Marechal de Campo Arquiduque Frederico, Duque de Teschen (1856–1936)             | 11 de julho de 1914   | 2 de dezembro de 1916 | 1 ano, 360 dias | [ 8 ] |
| 3   |         | Sua Majestade Apostólica K.u.k, Grande Almirante e Coronel General Carlos I da Áustria (1887–1922) | 2 de dezembro de 1916 | 3 de novembro de 1918 | 1 ano, 336 dias | [ 9 ] |
| 4   |         | Marechal de Campo Hermann Kövess von Kövessháza (1854–1924)                                        | 3 de novembro de 1918 | 1 de dezembro de 1918 | 28 dias         | [ 9 ] |

### Ajudantes Gerais
| N.°                        | Retrato | Ajudante Geral | Mandato               | Mandato                   | Mandato        | Comandate Supremo             | Ref.   |
| N.°                        | Retrato | Ajudante Geral | Posse                 | Fim do Mandato            | Tempo no Cargo | Comandate Supremo             | Ref.   |
| -------------------------- | ------- | --- | --------------------- | ------------------------- | -------------- | ----------------------------- | ------ |
| 1                          |         | Sua Alteza K.u.k., Marechal de Campo Arquiduque Alberto, Duque de Teschen (1817–1895)                              | 1866                  | 18 de fevereiro de 1895 † | 28–29 anos     | Francisco José I da Áustria   | [ 10 ] |
| Vago (Fev. 1895–1898)      |         | |                       |                           |                |                               |        |
| 2                          |         | Sua Alteza K.u.k., General de Cavalaria e Almirante Arquiduque Francisco Ferdinando da Áustria (1863–1914)         | 1898                  | 28 de junho de 1914 †     | 15–16 anos     | Francisco José I da Áustria   | [ 12 ] |
| 3                          |         | Sua Alteza K.u.k., General de Infantaria e Inspetor do Exército Arquiduque Frederico, Duque de Teschen (1856–1936) | 1905                  | 1913                      | 7–8 anos       | Francisco José I da Áustria   | [ 8 ]  |
| Vago (1913–1916)           |         | |                       |                           |                |                               |        |
| (3)                        |         | Sua Alteza K.u.k., General de Infantaria e Inspetor do Exército Arquiduque Frederico, Duque de Teschen (1856–1936) | 2 de dezembro de 1916 | 11 de fevereiro de 1917   | 71 dias        | Carlos I da Áustria           | [ 8 ]  |
| Vago (Fev. 1917–Nov. 1918) |         | |                       |                           |                |                               |        |
| 4                          |         | Coronel General Arthur Arz von Straußenburg (1857–1935)                                                            | 4 de novembro de 1918 | 1 de dezembro de 1918     | 27 dias        | Hermann Kövess von Kövessháza | [ 9 ]  |